# سیارک ۲۴۵۲۰
سیارک ۲۴۵۲۰ (به انگلیسی: 24520 Abramson، نامگذاری:2001CW1) بیست و چهار هزار و پانصد و بیستمین سیارک کشف شده‌است که در ۱ فوریه ۲۰۰۱ کشف شد.
قدر مطلق سیارک برابر ۱۳٫۵ است.